# Euscorpius italicus
Lo scorpione italiano (Euscorpius italicus Herbst, 1800) è uno scorpione della famiglia Euscorpiidae distribuito in Europa (Italia, Grecia, Svizzera, Francia, Balcani) e in Nord Africa. L'habitat è rappresentato soprattutto da vecchie mura, pietraie e legnaie, dove trova rifugio in buchi, anfratti e crepe. È tuttavia reperibile anche nei campi erbosi e sotto le pietre nelle zone montuose.

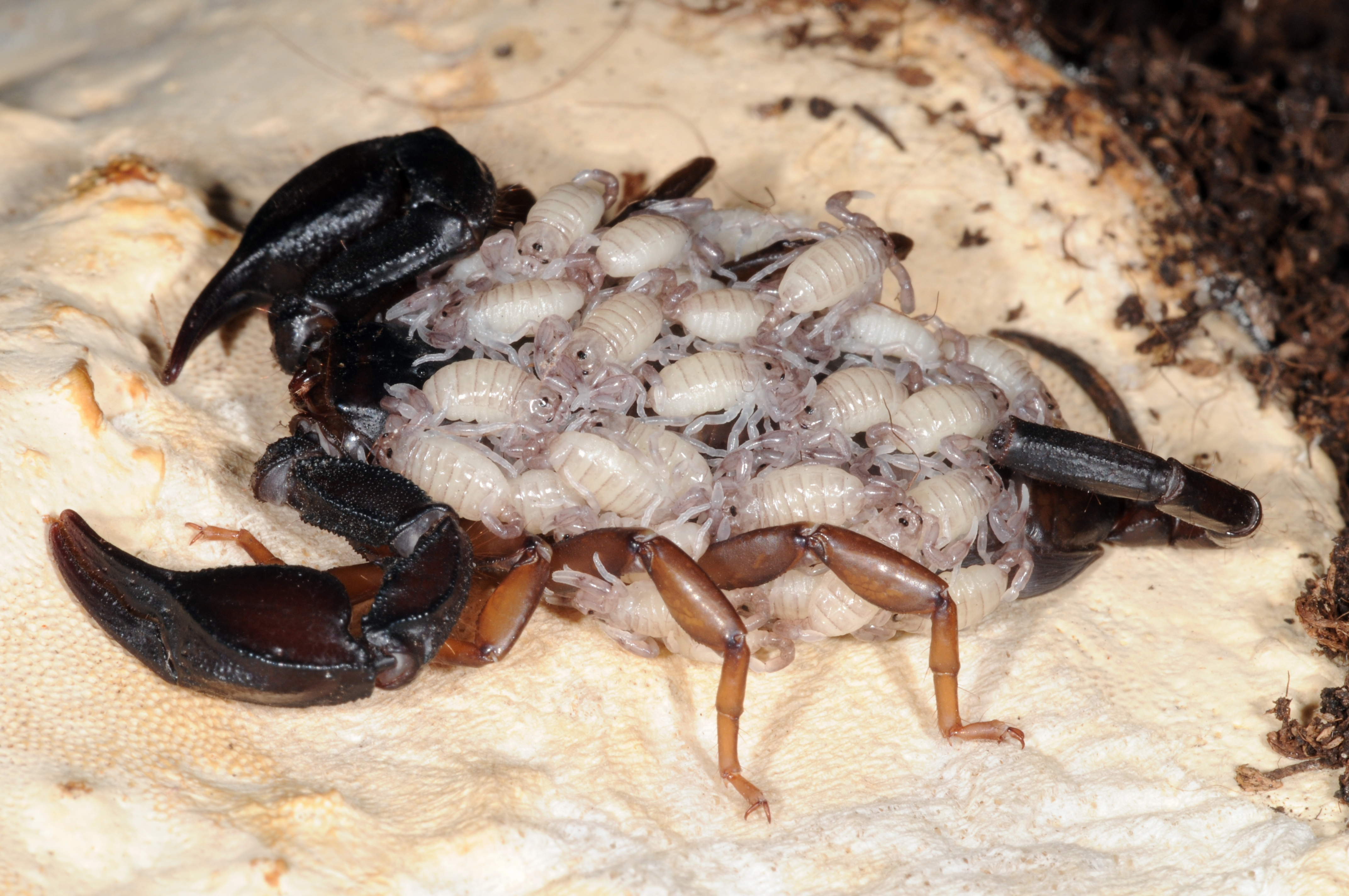
Esemplare di Euscorpius italicus femmina con piccoli

Questa specie di scorpione si può trovare nelle case situate in zone boscose. Raramente questo scorpione punge e, disponendo di una quantità molto ridotta di veleno, la puntura nell’uomo causa solamente un dolore intenso e passeggero, simile a quello causato dalle punture di vespe e api.

## Descrizione
Con una lunghezza che può raggiungere i 50 mm lo scorpione italiano è il più grande degli Euscorpius. Presenta due pedipalpi molto grandi e robusti ed una coda piuttosto sottile che termina con il pungiglione. La colorazione è prevalentemente nera, con le zampe ed il telson di colore più chiaro, solitamente rossiccio. La puntura di questa specie non rappresenta un pericolo per l'uomo e l'effetto è paragonabile alla puntura di una vespa.

## Biologia
Così come gli altri Euscorpius conduce una vita solitaria e la maggior parte degli incontri con altri esemplari della stessa specie avviene per motivi riproduttivi. La riproduzione avviene nella stagione primaverile ed estiva e i piccoli possono nascere anche un anno dopo l'accoppiamento. La femmina dà alla luce fino ad una trentina di piccoli già formati che si sistemano subito sul dorso della madre, dove rimarranno sino alla prima muta. Spesso nel periodo post-parto la femmina non si nutre, per evitare il cannibalismo nei confronti della prole. Lo scorpione italiano è spesso confuso con altri Euscorpius come Euscorpius flavicaudis dal quale può essere distinto per la forma interna dei pedipalpi.